# Парадокс Банаха — Тарского

Шар можно «разбить» на куски и собрать из них два таких же шара.

Парадокс Ба́наха — Та́рского (также называется парадоксом удвоения шара и парадоксом Хаусдо́рфа — Банаха — Тарского) — теорема в теории множеств, утверждающая, что трёхмерный шар равносоставлен двум своим копиям.
Два подмножества евклидова пространства называются равносоставленными, если одно можно разбить на конечное число (не обязательно связных) попарно непересекающихся частей, передвинуть их и составить из них второе (в промежуточном положении части могут пересекаться, а в начальном и конечном не могут).
Более точно, два множества {\displaystyle A} и {\displaystyle B} являются равносоставленными, если их можно представить как конечное объединение попарно непересекающихся подмножеств {\displaystyle A=\bigcup _{i}^{n}A_{i}}, {\displaystyle B=\bigcup _{i}^{n}B_{i}} так, что для каждого {\displaystyle i} подмножество {\displaystyle A_{i}} конгруэнтно {\displaystyle B_{i}}.
Доказано, что для удвоения шара достаточно пяти частей, но четырёх недостаточно.
Верен также более сильный вариант парадокса:

Любые два ограниченных подмножества  трёхмерного евклидова пространства с непустой внутренностью являются равносоставленными.

Ввиду того, что вывод этой теоремы может показаться неправдоподобным, она иногда используется как довод против принятия аксиомы выбора, которая существенно используется при построении такого разбиения.
Принятие подходящей альтернативной аксиомы позволяет доказать невозможность указанного разбиения, не оставляя места для этого парадокса.
Удвоение шара, хотя и кажется весьма подозрительным с точки зрения повседневной интуиции (в самом деле, нельзя же из одного апельсина сделать два при помощи одного только ножа), тем не менее не является парадоксом в логическом смысле этого слова, поскольку не приводит к логическому противоречию наподобие того, как к логическому противоречию приводит так называемый парадокс брадобрея или парадокс Рассела.

## История
Парадокс был открыт в 1926 году Стефаном Банахом и Альфредом Тарским. Очень похож на более ранний парадокс Хаусдорфа, и его доказательство основано на той же идее.
Хаусдорф показал, что подобное сделать нельзя на двумерной сфере, и, следовательно, в трёхмерном пространстве, и парадокс Банаха — Тарского даёт этому наглядную иллюстрацию.

## Замечания
Разделяя шар на конечное число частей, мы интуитивно ожидаем, что, складывая эти части вместе, можно получить только сплошные фигуры, объём которых равен объёму исходного шара.
Однако это справедливо только в случае, когда шар делится на части, имеющие объём.
Суть парадокса заключается в том, что в трёхмерном пространстве существуют неизмеримые множества, которые не имеют объёма, если под объёмом мы понимаем то, что обладает свойством аддитивности, и предполагаем, что объёмы двух конгруэнтных множеств совпадают.
Очевидно, что «куски» в разбиении Банаха — Тарского не могут быть измеримыми (и невозможно осуществить такое разбиение какими-либо средствами на практике).
Для плоского круга аналогичное свойство неверно.
Более того, Банах показал, что на плоскости понятие площади может быть продолжено на все ограниченные множества как конечно-аддитивная мера, инвариантная относительно движений; в частности, любое множество, равносоставленное кругу, имеет ту же площадь.
Тем не менее некоторые парадоксальные разбиения возможны и на плоскости: круг можно разбить на конечное число частей и составить из них квадрат равной площади (квадратура круга Тарского).